# Cébazat
Cébazat is een gemeente in het Franse departement Puy-de-Dôme (regio Auvergne-Rhône-Alpes). Cébazat telde op 1 januari 2022 8.949 inwoners. De plaats maakt deel uit van het arrondissement Clermont-Ferrand en van het gemeentelijk samenwerkingsverband Clermont Auvergne Métropole.

## Geografie
De oppervlakte van Cébazat bedroeg op 1 januari 2022 10,02 vierkante kilometer; de bevolkingsdichtheid was toen 893,1 inwoners per km².

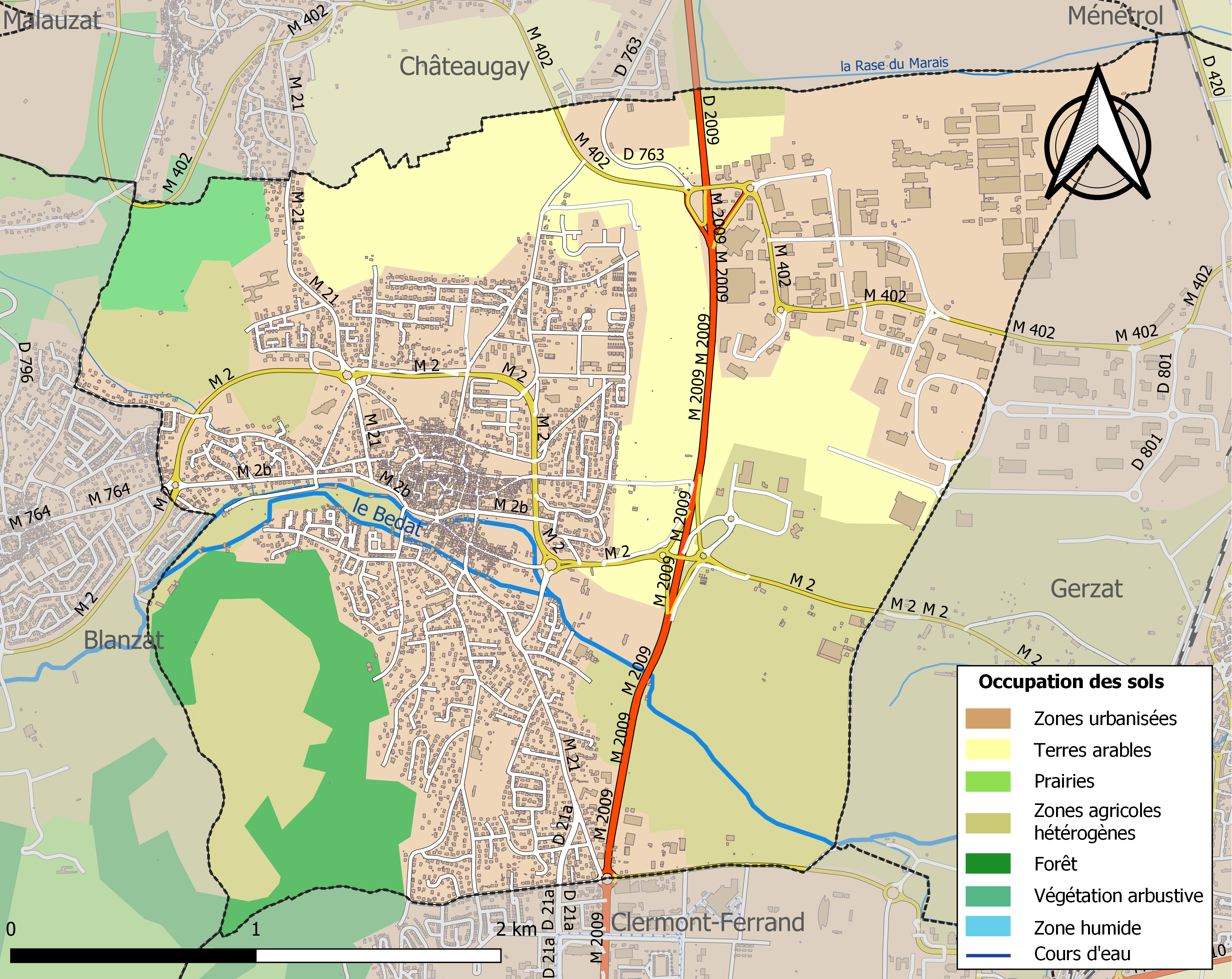
Kaart van de gemeente met belangrijkste infrastructuur, bodemgebruik en omliggende gemeenten

## Demografie
Onderstaande figuur toont het verloop van het inwonertal (bron: INSEE-tellingen).